# Stockbridge-Schwingungstilger

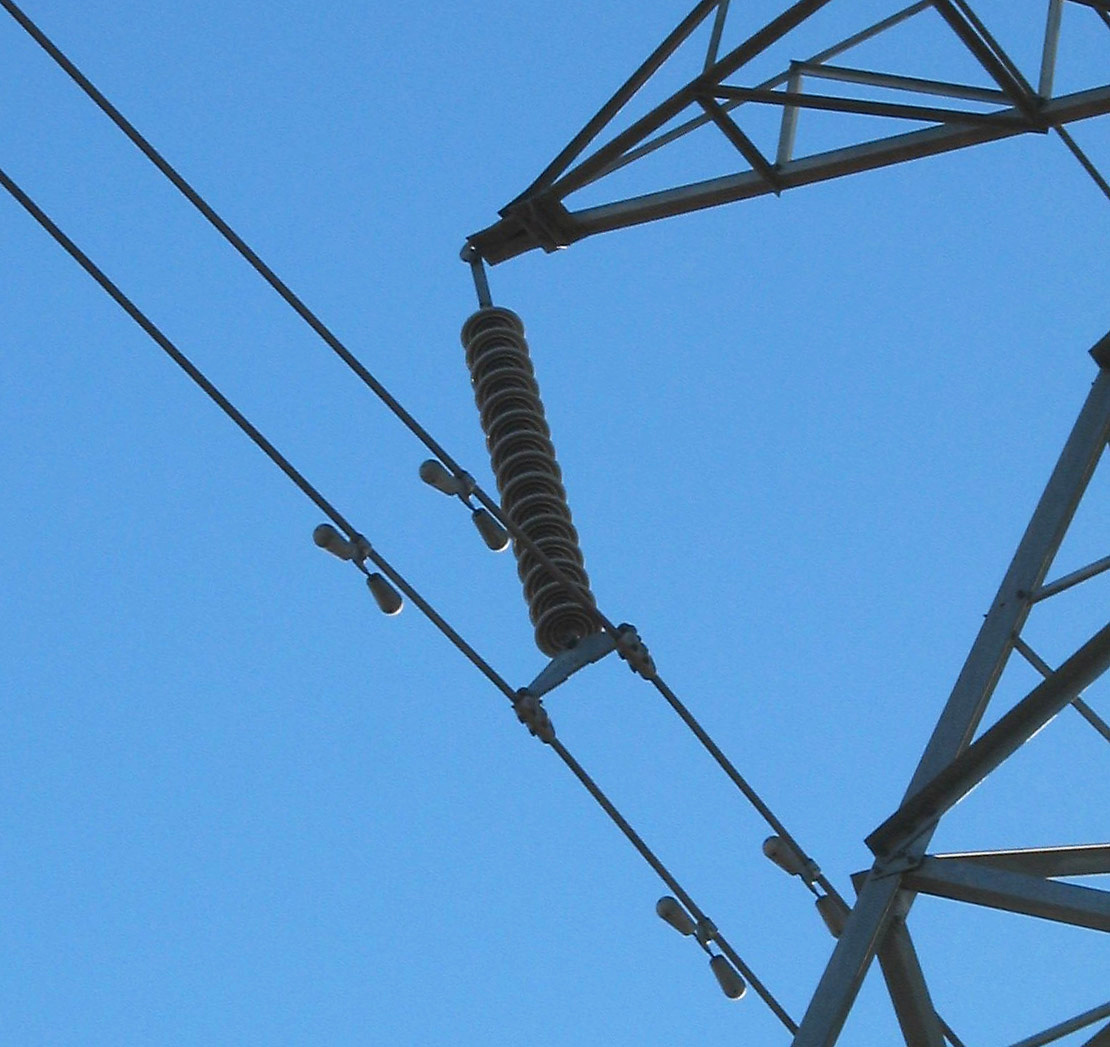
Vier Stockbridge-Schwingungstilger an einer Freileitung

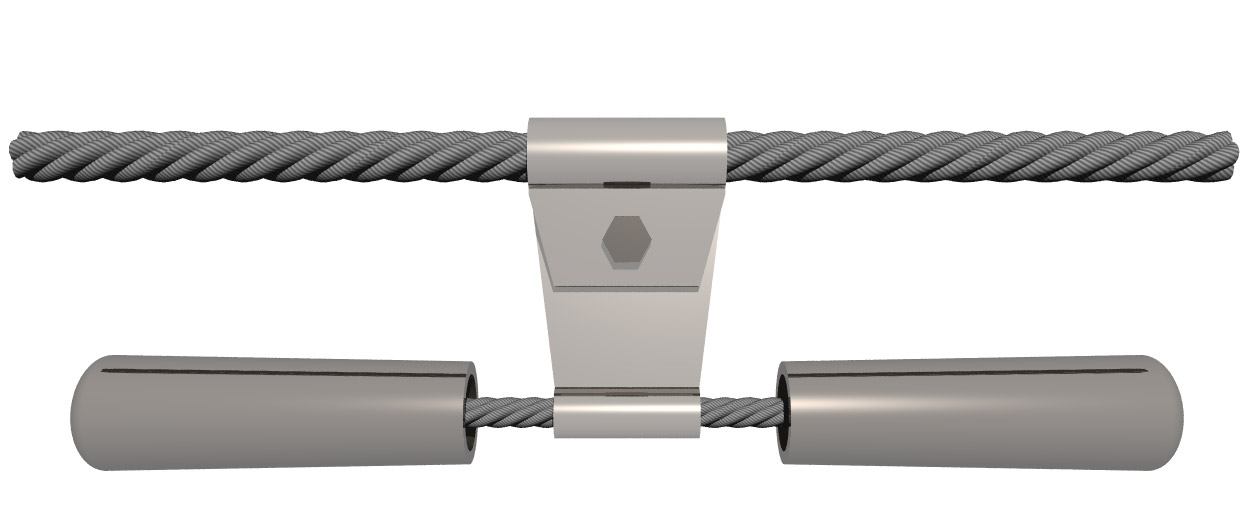
Stockbridge-Schwingungstilger, Detailansicht

Der Stockbridge-Schwingungstilger ist ein Schwingungstilger zur Reduktion der mechanischen Schwingungen von elektrischen Freileitungen, insbesondere von Hochspannungsleitungen mit langen Spannweiten zwischen den Masten.
Stockbridge-Schwingungstilger werden weiterhin zur Schwingungsdämpfung auf den Abspannseilen von Sendemasten und bei Schrägseilbrücken eingesetzt.
Diese Art von Schwingungsdämpfern wurde 1928 von George H. Stockbridge erfunden, der zu dieser Zeit als Ingenieur bei der Firma Southern California Edison arbeitete.

## Ursache der Schwingungen
Ein stetiger, wenn auch nur moderater Wind kann zu stehenden Wellen mit einigen Metern Wellenlänge am Leiterseil zwischen zwei Masten führen. Dies stellt eine der Hauptursachen für die mechanische Beschädigung der Isolatoren dar.
Zur Minderung werden insbesondere in langen Spannfeldern konstruktiv aufeinander abgestimmte Dämpferelemente angebracht, die aus einem kurzen Seilstück mit Endmassen bestehen. Diese werden nahe den Aufhängungspunkten an das Leiterseil geklemmt. Stockbridge-Schwingungstilger weisen die Form einer Hantel auf, die zentrisch mit dem Leiterseil über eine Aufhängung verbunden ist.

## Wirkungsbereiche

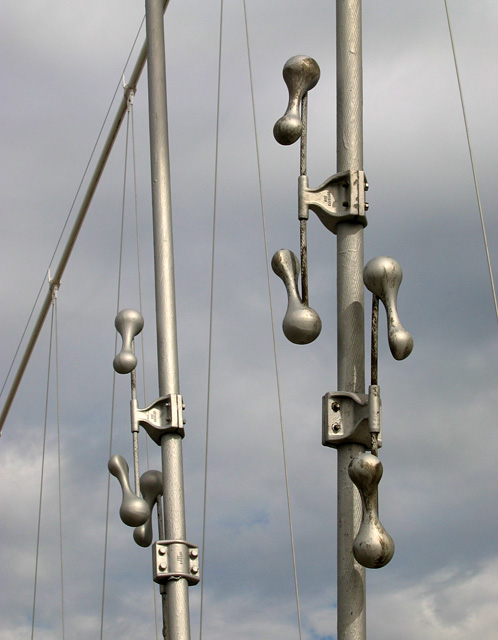
Stockbridge-Schwingungstilger an Tragseilen der Severn-Brücke

Wind kann bei Freileitungen zu mechanischen Oszillationen in folgenden Frequenzbereichen führen:
- der „Leitungsgalopp“ mit Amplituden von einigen Metern und einer Frequenz im Bereich von 0,08 Hz bis 3 Hz.
- Vibrationen aufgrund der Aeroelastizität, die Amplituden im Bereich einiger Millimeter bis wenigen Zentimetern aufweist und in einem Frequenzbereich von 3 Hz bis 150 Hz liegt.

Stockbridge-Schwingungstilger wirken besonders effizient gegen Schwingungen aufgrund der Aeroelastizität bei einer bestimmten, durch die Konstruktion festgelegten Frequenz. Durch eine asymmetrische Massenaufteilung der Dämpferelemente können gute Dämpfungseigenschaften auch in unterschiedlichen Frequenzbereichen erreicht werden.